# Europese auto in 2014
Dit artikel geeft een overzicht van alle Europese personenwagens die in 2014 op de markt kwamen. De auto's staan alfabetisch gerangschikt per merk.
| Audi |                  | concern:                                                                                       | Volkswagen AG Duitsland |
| Audi | divisie:         |                                                                                                |                         |
| Audi | merk:            | Audi Duitsland                                                                                 |                         |
| Audi | model:           | S1 drie- en Sportback vijfdeurhatchback (sportiever varianten van de 1e generatie A1 uit 2010) |                         |
| Audi | einde productie: | 2018                                                                                           |                         |
| Audi | productieaantal: | ?                                                                                              |                         |

| Audi |                  | concern:                                                                                        | Volkswagen AG Duitsland |
| Audi | divisie:         |                                                                                                 |                         |
| Audi | merk:            | Audi Duitsland                                                                                  |                         |
| Audi | model:           | A3 cabriolet (variant van de 3e generatie hatchback uit 2012) S3 cabriolet (sportiever variant) |                         |
| Audi | einde productie: | 2020                                                                                            |                         |
| Audi | productieaantal: | ?                                                                                               |                         |

| Audi |                  | concern:                                                                     | Volkswagen AG Duitsland |
| Audi | divisie:         |                                                                              |                         |
| Audi | merk:            | Audi Duitsland                                                               |                         |
| Audi | model:           | TT coupé / roadster (3e generatie) TTS coupé / roadster (sportiever variant) |                         |
| Audi | einde productie: | november 2023                                                                |                         |
| Audi | productieaantal: | ?                                                                            |                         |

| BMW |                  | concern:                                 | onafhankelijk |
| BMW | divisie:         |                                          |               |
| BMW | merk:            | BMW Duitsland                            |               |
| BMW | model:           | 2-serie coupé / cabriolet (1e generatie) |               |
| BMW | einde productie: | 2021                                     |               |
| BMW | productieaantal: | ?                                        |               |

| BMW |                  | concern:                                                                                          | onafhankelijk |
| BMW | divisie:         |                                                                                                   |               |
| BMW | merk:            | BMW Duitsland                                                                                     |               |
| BMW | model:           | 2-serie Active Tourer compacte mpv (1e generatie; in 2015 verscheen ook de verlengde Gran Tourer) |               |
| BMW | einde productie: | 2021                                                                                              |               |
| BMW | productieaantal: | ?                                                                                                 |               |

| BMW |                  | concern:                                                                         | onafhankelijk |
| BMW | divisie:         |                                                                                  |               |
| BMW | merk:            | BMW Duitsland                                                                    |               |
| BMW | model:           | M3 sedan (5e generatie; krachtiger variant van de 6e generatie 3-serie uit 2012) |               |
| BMW | einde productie: | 2018                                                                             |               |
| BMW | productieaantal: | 34.677                                                                           |               |

| BMW |                  | concern: | onafhankelijk |
| BMW | divisie:         | |               |
| BMW | merk:            | BMW Duitsland |               |
| BMW | model:           | 4-serie coupé-cabriolet / Gran Coupé vierdeurcoupé (varianten van de 1e generatie coupé uit 2013) M4 coupé / coupé-cabriolet (krachtiger varianten) |               |
| BMW | einde productie: | 2020 (coupé-cabriolet en M4); 2021 (vierdeurcoupé)                                                                                                  |               |
| BMW | productieaantal: | ? |               |

| BMW |                  | concern:                                         | onafhankelijk |
| BMW | divisie:         |                                                  |               |
| BMW | merk:            | BMW Duitsland                                    |               |
| BMW | model:           | i8 plug-inhybride-coupé-sportwagen (1 generatie) |               |
| BMW | einde productie: | juni 2020                                        |               |
| BMW | productieaantal: | 16.581 (exclusief de roadster uit 2018)          |               |

| BMW |                  | concern:                                                     | onafhankelijk |
| BMW | divisie:         |                                                              |               |
| BMW | merk:            | BMW Duitsland                                                |               |
| BMW | model:           | X4 Sports Activity Coupe coupé-cross-over-suv (1e generatie) |               |
| BMW | einde productie: | 2018                                                         |               |
| BMW | productieaantal: | meer dan 200.000                                             |               |

| BMW |                  | concern:                                                     | onafhankelijk |
| BMW | divisie:         |                                                              |               |
| BMW | merk:            | BMW Duitsland                                                |               |
| BMW | model:           | X6 Sports Activity Coupe coupé-cross-over-suv (2e generatie) |               |
| BMW | einde productie: | 2018                                                         |               |
| BMW | productieaantal: | ?                                                            |               |

| Citroën Peugeot Toyota |                  | concern: | PSA Peugeot Citroën Frankrijk en Toyota Motor Corporation Japan |
| Citroën Peugeot Toyota | divisie:         | |                                                                 |
| Citroën Peugeot Toyota | merk:            | Citroën, Peugeot Frankrijk en Toyota Japan |                                                                 |
| Citroën Peugeot Toyota | model:           | C1 drie- en vijfdeurstadswagen / Airscape cabriolet (Citroën; 2e generatie) 108 drie- en vijfdeurstadswagen / Top! cabriolet (1 generatie) Aygo drie- en vijfdeurstadswagen (Toyota; 2e generatie; voor de Europese markt) |                                                                 |
| Citroën Peugeot Toyota | einde productie: | januari 2022 |                                                                 |
| Citroën Peugeot Toyota | productieaantal: | ca. 400.000 C1, 400.000 108 en 650.000 Aygo (verkocht in Europa) |                                                                 |

| Citroën |                  | concern:                                        | PSA Peugeot Citroën Frankrijk |
| Citroën | divisie:         |                                                 |                               |
| Citroën | merk:            | Citroën Frankrijk                               |                               |
| Citroën | model:           | C4 Cactus compacte cross-over-suv (1 generatie) |                               |
| Citroën | einde productie: | 2020 (Europa)                                   |                               |
| Citroën | productieaantal: | 373.293 (verkocht in Europa)                    |                               |

| Ferrari |                  | concern:                                                               | Fiat Chrysler Automobiles Italië, Verenigde Staten |
| Ferrari | divisie:         |                                                                        |                                                    |
| Ferrari | merk:            | Ferrari Italië                                                         |                                                    |
| Ferrari | model:           | California T coupé-cabriolet (2e generatie van de California uit 2008) |                                                    |
| Ferrari | einde productie: | 2017                                                                   |                                                    |
| Ferrari | productieaantal: | ca. 7940 (schatting)                                                   |                                                    |

| Ferrari |                  | concern:                                                            | Fiat Chrysler Automobiles Italië, Verenigde Staten |
| Ferrari | divisie:         |                                                                     |                                                    |
| Ferrari | merk:            | Ferrari Italië                                                      |                                                    |
| Ferrari | model:           | F60 America roadster (afgeleid van de F12berlinetta coupé uit 2012) |                                                    |
| Ferrari | einde productie: | 2016                                                                |                                                    |
| Ferrari | productieaantal: | 10                                                                  |                                                    |

| Ford |                  | concern:                                                                                               | onafhankelijk |
| Ford | divisie:         | Ford of Europe Duitsland                                                                               |               |
| Ford | merk:            | Ford Verenigde Staten                                                                                  |               |
| Ford | model:           | Mondeo liftback / sedan / Turnier stationwagen (4e generatie; kwam in China reeds in 2013 op de markt) |               |
| Ford | einde productie: | april 2022                                                                                             |               |
| Ford | productieaantal: | ca. 1 miljoen (verkocht in Europa en China)                                                            |               |

| Ford |                  | concern:                                     | onafhankelijk |
| Ford | divisie:         | Ford of Europe Duitsland                     |               |
| Ford | merk:            | Ford Verenigde Staten                        |               |
| Ford | model:           | Transit bestelwagen / minibus (4e generatie) |               |
| Ford | einde productie: | ?                                            |               |
| Ford | productieaantal: | ?                                            |               |

| Ford |                  | concern:                                                                                 | onafhankelijk |
| Ford | divisie:         | Ford of Europe Duitsland                                                                 |               |
| Ford | merk:            | Ford Verenigde Staten                                                                    |               |
| Ford | model:           | Transit Connect bestelwagen / (verlengde Grand) Tourneo Connect ludospace (2e generatie) |               |
| Ford | einde productie: | 2022 (Tourneo)                                                                           |               |
| Ford | productieaantal: | ruim 100.000 (Tourneo Connect verkocht in Europa)                                        |               |

| Ford |                  | concern:                                                               | onafhankelijk |
| Ford | divisie:         | Ford of Europe Duitsland                                               |               |
| Ford | merk:            | Ford Verenigde Staten                                                  |               |
| Ford | model:           | Transit Courier bestelwagen / Tourneo Courier ludospace (1e generatie) |               |
| Ford | einde productie: | 2023 (Tourneo)                                                         |               |
| Ford | productieaantal: | ca. 100.000 (Tourneo Courier verkocht in Europa)                       |               |

| Jaguar |                  | concern:                                                                | Tata India |
| Jaguar | divisie:         |                                                                         |            |
| Jaguar | merk:            | Jaguar Verenigd Koninkrijk                                              |            |
| Jaguar | model:           | F-Type coupé-sportwagen (1 generatie; variant van de roadster uit 2013) |            |
| Jaguar | einde productie: | H1 2024                                                                 |            |
| Jaguar | productieaantal: | ?                                                                       |            |

| Lamborghini |                  | concern:                                          | Volkswagen AG Duitsland |
| Lamborghini | divisie:         |                                                   |                         |
| Lamborghini | merk:            | Lamborghini Italië                                |                         |
| Lamborghini | model:           | Huracán coupé-sportwagen                          |                         |
| Lamborghini | einde productie: | 2024                                              |                         |
| Lamborghini | productieaantal: | meer dan 20.000 (inclusief de cabriolet uit 2016) |                         |

| McLaren |                  | concern: | onafhankelijk |
| McLaren | divisie:         | |               |
| McLaren | merk:            | McLaren Verenigd Koninkrijk |               |
| McLaren | model:           | 650S coupé- / Spider cabriolet-sportwagen (in 2015 verschenen ook de 625C met lager vermogen voor Azië en de 675LT gericht op het circuit) |               |
| McLaren | einde productie: | 2017 |               |
| McLaren | productieaantal: | ca. 3113 |               |

| Mercedes-Benz |                  | concern: | Daimler Duitsland |
| Mercedes-Benz | divisie:         | |                   |
| Mercedes-Benz | merk:            | Mercedes-Benz Duitsland                                                                                     |                   |
| Mercedes-Benz | model:           | C-Klasse sedan / Estate (ook T-modell) stationwagen (W205/S205; 4e generatie)                               |                   |
| Mercedes-Benz | einde productie: | 2021 |                   |
| Mercedes-Benz | productieaantal: | ca. 1,4 miljoen (verkocht in Europa en Noord-Amerika; inclusief de coupé uit 2015 en de cabriolet uit 2016) |                   |

| Mercedes-Benz |                  | concern:                                           | Daimler Duitsland |
| Mercedes-Benz | divisie:         |                                                    |                   |
| Mercedes-Benz | merk:            | Mercedes-Benz Duitsland                            |                   |
| Mercedes-Benz | model:           | GLA-Klasse cross-over-suv (1e generatie)           |                   |
| Mercedes-Benz | einde productie: | 2019                                               |                   |
| Mercedes-Benz | productieaantal: | ruim 500.000 (verkocht in Europa en Noord-Amerika) |                   |

| Mercedes-Benz |                  | concern: | Daimler Duitsland |
| Mercedes-Benz | divisie:         | |                   |
| Mercedes-Benz | merk:            | Mercedes-Benz Duitsland                                                                                         |                   |
| Mercedes-Benz | model:           | S-Klasse coupé (C217; variant van de 6e generatie sedan uit 2013; de cabrioletvariant kwam in 2016 op de markt) |                   |
| Mercedes-Benz | einde productie: | 2020 |                   |
| Mercedes-Benz | productieaantal: | ? |                   |

| Mercedes-Benz |                  | concern:                                                                                             | Daimler Duitsland |
| Mercedes-Benz | divisie:         | |                   |
| Mercedes-Benz | merk:            | Mercedes-Benz Duitsland                                                                              |                   |
| Mercedes-Benz | model:           | Vito bestelwagen / V-Klasse mpv (3e generatie; kwam in 2015 op de markt in Noord-Amerika als Metris) |                   |
| Mercedes-Benz | einde productie: | ? |                   |
| Mercedes-Benz | productieaantal: | ? |                   |

| Mini |                  | concern: | BMW Duitsland |
| Mini | divisie:         | |               |
| Mini | merk:            | Mini Verenigd Koninkrijk                                                                                        |               |
| Mini | model:           | One / sportiever Cooper drie- en vijfdeurhatchback (3e generatie; de cabrioletvariant kwam in 2016 op de markt) |               |
| Mini | einde productie: | 2024 |               |
| Mini | productieaantal: | meer dan 1 miljoen (driedeur)                                                                                   |               |

| Opel Vauxhall |                  | concern:                                        | General Motors Verenigde Staten |
| Opel Vauxhall | divisie:         |                                                 |                                 |
| Opel Vauxhall | merk:            | Opel Duitsland en Vauxhall Verenigd Koninkrijk  |                                 |
| Opel Vauxhall | model:           | Corsa drie- en vijfdeurhatchback (5e generatie) |                                 |
| Opel Vauxhall | einde productie: | 2019                                            |                                 |
| Opel Vauxhall | productieaantal: | ca. 1,3 miljoen                                 |                                 |

| Peugeot |                  | concern:                                                             | PSA Peugeot Citroën Frankrijk |
| Peugeot | divisie:         |                                                                      |                               |
| Peugeot | merk:            | Peugeot Frankrijk                                                    |                               |
| Peugeot | model:           | 308 SW stationwagen (variant van de 2e generatie hatchback uit 2013) |                               |
| Peugeot | einde productie: | 2021 (Europa)                                                        |                               |
| Peugeot | productieaantal: | ?                                                                    |                               |

| Porsche |                  | concern:                                                      | Volkswagen AG Duitsland |
| Porsche | divisie:         |                                                               |                         |
| Porsche | merk:            | Porsche Duitsland                                             |                         |
| Porsche | model:           | 911 Targa (afgeleid van de 7e generatie / 991 coupé uit 2011) |                         |
| Porsche | einde productie: | 2020                                                          |                         |
| Porsche | productieaantal: | ?                                                             |                         |

| Porsche |                  | concern:                                                                                            | Volkswagen AG Duitsland |
| Porsche | divisie:         | |                         |
| Porsche | merk:            | Porsche Duitsland                                                                                   |                         |
| Porsche | model:           | Macan cross-over-suv (1e generatie; verdween in 2024 van de Europese markt maar bleef in productie) |                         |
| Porsche | einde productie: | ?                                                                                                   |                         |
| Porsche | productieaantal: | meer dan 800.000 (t/m 2023)                                                                         |                         |

| Renault Opel Vauxhall |                  | concern: | Renault Frankrijk en General Motors Verenigde Staten |
| Renault Opel Vauxhall | divisie:         | |                                                      |
| Renault Opel Vauxhall | merk:            | Renault Frankrijk, Opel Duitsland en Vauxhall Verenigd Koninkrijk                                                                     |                                                      |
| Renault Opel Vauxhall | model:           | Trafic bestelwagen / minibus / ludospace (Renault; 3e generatie) Vivaro (2e generatie; badge-engineered variant van Opel en Vauxhall) |                                                      |
| Renault Opel Vauxhall | einde productie: | 2018 (Vivaro) |                                                      |
| Renault Opel Vauxhall | productieaantal: | meer dan 1 miljoen (Trafic) |                                                      |

| Renault |                  | concern:                                   | onafhankelijk |
| Renault | divisie:         |                                            |               |
| Renault | merk:            | Renault Frankrijk                          |               |
| Renault | model:           | Twingo vijfdeur-stadswagen (3e generatie)  |               |
| Renault | einde productie: | januari 2024                               |               |
| Renault | productieaantal: | ruim 600.000 (verkocht in Europa t/m 2022) |               |

| Škoda |                  | concern:                                                               | Volkswagen AG Duitsland |
| Škoda | divisie:         |                                                                        |                         |
| Škoda | merk:            | Škoda Tsjechië                                                         |                         |
| Škoda | model:           | Fabia vijfdeurhatchback (3e generatie)                                 |                         |
| Škoda | einde productie: | 2021                                                                   |                         |
| Škoda | productieaantal: | ca. 1 miljoen (verkocht in Europa; inclusief de stationwagen uit 2015) |                         |

| Smart |                  | concern: | Daimler Duitsland |
| Smart | divisie:         | |                   |
| Smart | merk:            | Smart Duitsland |                   |
| Smart | model:           | Fortwo Coupé (3e generatie; in 2017 kwam de elektrische variant Fortwo ED 4 op de markt, die vanaf 2018 EQ Fortwo heette) |                   |
| Smart | einde productie: | maart 2024 |                   |
| Smart | productieaantal: | ca. 400.000 (verkocht in Europa; inclusief de cabriolet uit 2016)                                                         |                   |

| Tushek |                  | concern:                    | onafhankelijk |
| Tushek | divisie:         |                             |               |
| Tushek | merk:            | Tushek Slovenië, Oostenrijk |               |
| Tushek | model:           | TS 600 roadster             |               |
| Tushek | einde productie: | 2016                        |               |
| Tushek | productieaantal: | 33                          |               |